# 麥克·菲茨派翠克
麥克·菲茨派翠克（Mike Fitzpatrick；1963年6月28日—2020年1月6日）是美國的一位政治人物。他是賓夕法尼亞州第八選舉區選出的美國眾議院議員。

## 生平
2004年首次當選眾議院議員。2006年，他在選舉中落選。2010年，他成功重新當選，並且在2012年和2014年連任。菲茨派翠克表示他將在2016年之後退出政壇。